# Dołhinowo (obwód witebski)
Dołhinowo (biał. Даўгінава; ros. Долгиново) – wieś na Białorusi, w obwodzie witebskim, w rejonie miorskim, w sielsowiecie Uźmiony.

## Historia
W czasach zaborów w gminie Czeress, w powiecie dzisieńskim, w guberni wileńskiej Imperium Rosyjskiego.
W latach 1921–1945 wieś leżała w Polsce, w województwie wileńskim, w powiecie dziśnieńskim, od 1926 w powiecie brasławskim, w gminie Czeress a od 1927 w gminie Leonpol.
Według Powszechnego Spisu Ludności z 1921 roku zamieszkiwały tu 93 osoby, 26 było wyznania rzymskokatolickiego, a 67 prawosławnego. Jednocześnie 4 mieszkańców zadeklarowało polską, a 89 białoruską przynależność narodową. Było tu 18 budynków mieszkalnych. W 1931 w 20 domach zamieszkiwało 108 osób.
Wierni należeli do parafii rzymskokatolickiej w Leonpolu i prawosławnej w m. Czeress. Miejscowość podlegała pod Sąd Grodzki w Druji i Okręgowy w Wilnie; właściwy urząd pocztowy mieścił się w Leonpolu.
W wyniku napaści ZSRR na Polskę we wrześniu 1939 miejscowość znalazła się pod okupacją sowiecką. 2 listopada została włączona do Białoruskiej SRR. Od czerwca 1941 roku pod okupacją niemiecką. W 1944 miejscowość została ponownie zajęta przez wojska sowieckie i włączona do obwodu mińskiego Białoruskiej SRR. Do 1962 wieś w składzie sielsowietu Malce.
Od 1991 w składzie niepodległej Białorusi.